# Paul Verlaeckt
Paul Verlaeckt var en friidrottare från Belgien. Han deltog vid olympiska sommarspelen 1920.